# Touching Home
Albums de Jerry Lee Lewis
There Must Be More to Love Than This
(1971) Would You Take Another Chance on Me?
(1333)
Touching Home est un album de Jerry Lee Lewis, enregistré sous le label Mercury Records et sorti en 1971.

## Liste des chansons
1. When He Walks on You (Like You Have Walked on Me) (Dallas Frazier (en)/A.L. Owens)
2. Time Changes Everything (Tommy Duncan (en))
3. Hearts Were Made for Beating (Lamar Morris)
4. Help Me Make It Through the Night (Fred Foster (en)/Kris Kristofferson)
5. Mother, The Queen of My Heart (Jimmie Rodgers/Slim Bryant)
6. Foolish Kind Of Man (Linda Gail Lewis/Kenneth Lovelace)
7. Touching Home (Dallas Frazier/A.L. Owens (en))
8. You Helped Me Up (When The World Let Me Down) (Davis/Holland/Pitts)
9. When Baby Gets The Blues (Charles R. Phipps)
10. Please Don't Talk About Me When I'm Gone (Claire/Stept)
11. Coming Back for More (Ray Griff)

## Source de la traduction
- (en) Cet article est partiellement ou en totalité issu de l’article de Wikipédia en anglais intitulé « Touching Home (album) » (voir la liste des auteurs).